# Kisbeszterce
Kisbeszterce é um município da Hungria, situado no condado de Baranya. Tem 7,47 km² de área e sua população em 2019 foi estimada em 73 habitantes.